# Glenea consanguis
Glenea consanguis är en skalbaggsart som beskrevs av Aurivillius 1925. Glenea consanguis ingår i släktet Glenea och familjen långhorningar. Inga underarter finns listade i Catalogue of Life.